# 3231 Mila
A 3231 Mila (ideiglenes jelöléssel 1972 RU2) a Naprendszer kisbolygóövében található aszteroida. Ljudmila Vasziljevna Zsuravljova fedezte fel 1972. szeptember 4-én.